# جيسي هبيز
جيسي هبيز (بالإنجليزية: Jesse Hibbs)‏ هو لاعب كرة قدم أمريكية ومخرج أمريكي، ولد في 11 يناير 1906 في نورمال في الولايات المتحدة، وتوفي في 4 فبراير 1985 في أوجي في الولايات المتحدة بسبب مرض آلزهايمر.

## وصلات خارجية
- جيسي هبيز على موقع مرجع كرة القدم المحترفة.كوم (الإنجليزية)
- جيسي هبيز على موقع IMDb (الإنجليزية)
- جيسي هبيز على موقع ألو سيني (الفرنسية)
- جيسي هبيز على موقع أول موفي (الإنجليزية)
- جيسي هبيز على موقع قاعدة بيانات الأفلام السويدية (السويدية)
- جيسي هبيز على موقع إن إن دي بي (الإنجليزية)
- جيسي هبيز على موقع قاعدة بيانات الفيلم (الإنجليزية)
- جيسي هبيز على موقع كينوبويسك (الروسية)